# Arkas Spor (volley-ball féminin)
Pour les articles homonymes, voir Arkas Spor.
Arkas Spor Kulübü est un club turc de volley-ball féminin fondé en 2001 et basé à İzmir, évoluant pour la saison 2017-2018 en Türkiye 1.Ligi A Grubu.

## Historique
- La section volley-ball féminin est ouverte en 2007.

## Effectifs

### Saison 2013-2014
Entraîneur : Onur Işıkcı  Turquie